# Convolvulus steppicola
Convolvulus steppicola är en vindeväxtart som beskrevs av Handel-mazzetti. Convolvulus steppicola ingår i släktet vindor, och familjen vindeväxter. Inga underarter finns listade i Catalogue of Life.